# Паликош
Палико̀ш е народен обичай, местна разновидност на обредния огън на Сирни заговезни в някои райони на Източна Тракия и сред източнотракийските преселници в Добруджа.
Стар кош, напълнен със слама, се запалва и се издига високо чрез прът(и). Когато огънят се разгори, мъжете, започвайки от най-стария, с висок глас обявяват сторените от отделни хора пакости и грешки. Смята се, че така може да се избегне повтарянето на грешките в бъдеще. Тези, които наричат, не подлежат на санкции. Останалите обредни действия са като традиционните за огньовете на Заговезни.